# Herman Donners
Herman Louis Clement Donners (Anversa, 5 agosto 1888 – Calais, 14 maggio 1915) è stato un pallanuotista belga.

## Carriera
Esordì alle Olimpiadi di Londra con la rappresentativa del Belgio. Con la squadra belga di pallanuoto sconfisse al primo turno la Nazionale dei Paesi Bassi per 8-1, e successivamente quella svedese per 8-4; in finale i belgi vennero sconfitti 9-2 dalla Gran Bretagna, vincendo la medaglia d'argento. Quattro anni più tardi venne riproposto nella formazione belga e, alle Olimpiadi di Stoccolma, conquistò il bronzo.

## Palmarès
- Argento ai Giochi olimpici di Londra 1908
- Bronzo ai Giochi olimpici di Stoccolma 1912